# Super Cat

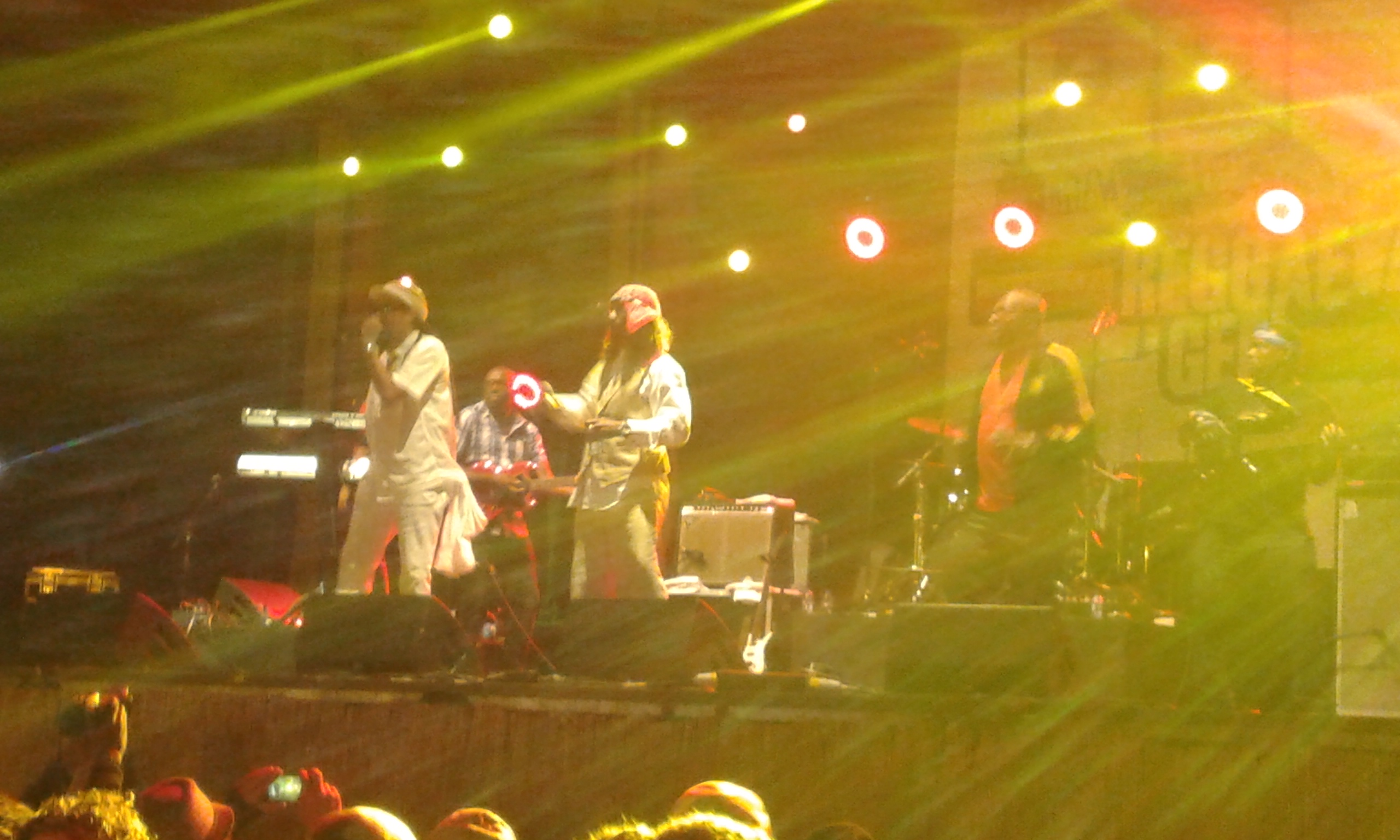
Super Cat tijdens een optreden op Reggae Geel 2015

William Anthony Maragh (Kingston, 25 juni 1963), beter bekend als Super Cat, is een Jamaicaanse deejay.

## Discografie[1]

### Albums
- Si Boops Deh! (1985)
- Boops! (1986)
- Sweets for My Sweet (1988)
- Cabin Stabbin (1991, ft Nicodemus, Junior Demus)
- Don Dada (1992)
- Good, the Bad, the Ugly & the Crazy (1994, ft Nicodemus, Junior Demus en Junior Cat)
- The Struggle Continues (1995)
- Take 2 (2003 ft Mad Cobra)
- Reggaematic Diamond All-Stars (2004)

- Bibliothèque nationale de France: cb13973232g (data)
- Gemeinsame Normdatei: 134797590
- International Standard Name Identifier: 0000 0000 5517 7699
- Library of Congress Control Number: no95048899
- MusicBrainz: 2d5fbbfd-27a7-4b74-848a-2b1f24fa1d0a
- Système universitaire de documentation: 157338258
- Virtual International Authority File: 44492616
- WorldCat: E39PBJwRYF6YWHqWHc3X9KFYfq